# 白鳥伸雄
白鳥 伸雄（しらとり のぶお、1928年（昭和3年）6月12日 - 2016年（平成28年）2月26日）は、元競輪選手。千葉県習志野市出身。旧制千葉県立佐倉中学校（現在の千葉県立佐倉高等学校）卒業。日本競輪学校創設以前の期前選手で選手登録番号2224。現役時は日本競輪選手会千葉支部所属。初出走は1950年3月1日の神戸競輪場。「輪聖」と呼ばれる。

## 経歴
1928年6月12日、千葉県習志野市に生まれる。近所の自転車屋に「いい身体してるから、競輪選手になったらどうだ」と勧められたのがきっかけで試験を受け、10日練習しただけで合格。さらにその2か月後には当時の慢性的な選手不足も手伝い、競輪のことをほとんど知らないまま神戸競輪場で競輪選手としてデビューし、翌4月に10連勝を達成してA級に特進した。
競輪選手として登録。デビュー後しばらくは追い込み一辺倒の戦法で、記念競輪では活躍できても、特別競輪（現在のGI）を優勝できるほどの力はなかった。
1959年（昭和34年）、立川競輪場で開催された、第16回全国都道府県選抜競輪4000メートル競走で優勝し、初の特別競輪制覇を果たしたが、同選手が本格的に強くなるのは、後に「3強」を形成することになる、高原永伍、平間誠記が頭角を現してからである。

### 西武園事件
1960年（昭和35年）9月13日の西武園競輪場で、白鳥は大本命を背負って出走したが、スタート直後に自転車がパンクしてしまう。結果は競走中止で、既に競走が成立した時点であったため場内は騒然となっていたが、白鳥が吹っ飛んだのに配当があまりにも安すぎるという話に繋がり「これは八百長ではないか」と一部の客が激昂したため、騒擾事件となってしまった。白鳥自身にとってみれば不可抗力の出来事であったが、この事件以後白鳥は、「ファンは勝つべきものが勝たないレースには納得してくれない」という気持ちから猛練習に取り組むようになった。
なおこの日、寺内大吉や阿佐田哲也も同競輪場に来場していたが、阿佐田は見ず知らずの客に「これからもっとひどいことになるから、さっさとここから逃げたほうがいいよ。」と諭され、すぐさま同競輪場から出たという。

### 「白鳥は悲しからずや」
白鳥は1963年（昭和38年）に行われた第16回全国争覇競輪（現在の日本選手権競輪）決勝で1着でゴール線を通過しながらも内線突破で失格となってしまう。この時現場で観戦していた競輪解説者でもあった寺内大吉は、『白鳥の歌』（若山牧水・作詞、古関裕而・作曲）の出だし部分をもじって、白鳥に対する心情を詠んだ。ところが1964年（昭和39年）に行われた第18回日本選手権決勝においても、同様に1位入線しながら内線突破で失格となったため、白鳥は西武園での事件を含めて「悲劇のヒーロー」として扱われることになった。

### 白鳥胴上げ事件
1965年（昭和40年）5月5日。川崎競輪場で開催されていた第10回オールスター競輪は最終日の決勝戦を迎えた。白鳥の他、同大会3連覇がかかる高原永伍をはじめ、「3強」の一角、平間誠記の他、高原と一時期ライバル関係にあった松川周次郎、2人で一時代を築いた吉田実、石田雄彦、さらに「捲りの名人」と言われた加藤晶らが決勝へと駒を進めていた。
しかし当日はゴールデンウィークだった上に一日順延で祝日の決勝になったことも手伝い、川崎競輪場のスタンドは客でぎっしり埋まり、ついにはスタンド内で見られなくなった客は、スタンド上の屋根に上ったりするなどして、何とかレース観戦しようとした。一方、スタンド前方にいた客は続々と後から客が入場してくるものだから、押しつぶされそうになっていた。やがて、スタンドの柵を超え、バンク内へとおしかける客が出始めた。そして決勝直前には、約3000名ほどがバンク内になだれ込むという、「異常事態」となった。当初主催者側はこのような非常事態下では競輪競走を行うことは不可能ではないかとして、レース中止も検討していたそうだが、バンク内に入った客は三角座りをするなどしてじっと決勝戦の行方を見守っていた様子だったことから、決勝戦は予定通り行われることになった。
レースは逃げる高原、番手の平間と続いて、白鳥は3番手でレースを進めたが、一本棒の展開となった。最後の直線で差す算段だった平間に対し、白鳥は既に最終第3コーナーで追い出しにかかっており、直線でグーンと伸びて優勝。高原の同大会3連覇を阻止した。
このレースの直後、クールダウンを行っていた白鳥に対し、バンク内にいた客が集まり、白鳥は身動きが取れなくなった。すると、ある客が「これから白鳥を胴上げするぞ！自転車は俺が持ってるから、絶対にこいつに触れるんじゃねぇぞ！」と言って、その客は白鳥の自転車を高々と掲げ、他の客はついに白鳥を胴上げし始めた。これがいわゆる「白鳥胴上げ事件」であり、胴上げは延々5分ぐらい続いたという。このような事例は、当時騒擾事件が頻発していた競輪においては、とにかく信じられない光景だった上に、ファンがこうした行動に出るとは誰もが思ってもいなかったが、白鳥のファンが優勝を心待ちにしていた結果だったからこそ発したものだったと言われている。その後白鳥はこの事について「ああ、競輪選手でよかった。」と述懐している。
なお、この決勝はメインレースとして最終レースの前に実施されており、この一件の余波を主催者側は心配していたが、白鳥の胴上げが終わると客は走路内から観客席に引き上げていき、最終レースと優勝セレモニーは無事に開催されている。
この余勢をかって、白鳥は同年6月に開催された第16回高松宮賜杯（現在の高松宮記念杯） も優勝し、特別競輪連覇を果たした。また同年の賞金王（1210万1480円）にも輝いた。

### 38歳で特別競輪優勝
1967年（昭和42年）、西武園競輪場で行われた第2回秩父宮妃賜杯競輪で優勝したが、当時38歳だった。白鳥の時代はせいぜい30歳位までがトップクラスのピークと言われていた頃の優勝だっただけに周囲を驚かせ、同年齢の優勝記録は長らく特別競輪最年長優勝記録となった。

### 突然の引退
同年、白鳥は後楽園競輪場で開催された第21回日本選手権競輪に出場するも、10月28日に二次予選で敗退。そして、この敗戦後まもなく電撃的に引退を表明した。この時「白鳥は弱くなったと思われたくなかった」とコメントしており、年齢的なことを考え、これが日本選手権優勝の最後のチャンスだと思って挑んだものと思われる。
その後改めて引退式が行われ、同年12月9日に選手登録消除となった。

## 引退後
引退直後から白鳥は報知新聞社の競輪評論家となり、アール・エフ・ラジオ日本で放送されていた競輪トピックスでは特別競輪開催前には必ずその大会の展望の解説者として出演し、またテレビの競輪中継でも鈴木保巳らと共に頻繁に出演していた。
1984年（昭和59年）から、白鳥の功績を讃え『白鳥伸雄杯』が毎年千葉競輪場で開催されている。また、1995年4月に創設された日本名輪会の会員としても活躍した。
2016年2月26日、病気のため死去。本人の遺言と家族の意向により、四十九日法要が終わるまでその死は伏せられた。

## 主な獲得タイトルと記録
- 1959年 - 全国都道府県選抜競輪4000m競走（立川競輪場）
- 1965年 - オールスター競輪（川崎競輪場）、高松宮賜杯競輪（大津びわこ競輪場）
- 1967年 - 秩父宮妃賜杯競輪（西武園競輪場）
- 年間賞金王1回 - 1965年

## 競走スタイル
追込重視の戦法であったが、西武園での事件をきっかけとして「華麗」とも言われた3角捲りを繰り出すようになる。選手生活の晩年まで数多くの事件や苦難を乗り越え、競輪の頂点に立った白鳥をファンや関係者は『輪聖』とまで呼んでいた。
輪聖の愛称のとおり、性格は非常にまじめであり、冗談を言ったり、ふざけたりすることはほとんどなかった。
解説者としてコメントするさい、「競輪は駆け引きが7割を占めるスポーツだ」としばしば言っていた。